# Renato Ricci
Renato Ricci (Carrara, 1 de junio de 1896 – Roma, 22 de enero de 1956) fue un político y militar italiano, diputado y ministro durante el régimen fascista de Benito Mussolini.

## Biografía
Hijo de un trabajador de las canteras de mármol de Carrara, se enlistó como voluntario para pelear en la Primera Guerra Mundial. Luego regresó a su ciudad para dedicarse a la política. Formó parte de la agrupación masónica Gran Oriente de Italia.
En 1921, se unió al Partido Nacional Fascista (PNF) y fundó el fascio de Carrara. En 1924 fue elegido diputado, cargo en el que se desempeñó hasta 1939.
Ricci sostenía que la formación física y moral de niños y jóvenes era una tarea fundamental para el régimen. Luego de una etapa de investigación que incluyó un encuentro con el fundador del Movimiento Scout, Robert Baden-Powell, una de sus mayores iniciativas fue la creación en 1926 de la Opera Nazionale Balilla, el movimiento juvenil del PNF (l'Avanguardia giovanile fascista), donde fue presidente hasta 1937.
También fue el impulsor del Foro Mussolini (actual Foro Italico), un centro deportivo en el norte de la ciudad de Roma. Ricci emplazó allí en 1932 el Obelisco Mussolini, hecho de un único bloque de mármol de Carrara de 19 metros de alto y un peso aproximado de 300 toneladas, monumento que aún hoy sigue en pie.
A partir de 1939 y durante la Segunda Guerra Mundial, Ricci se desempeñó como ministro de Corporaciones. Entre 1943 y 1944, fue el comandante de la Guardia Nazionale Repubblicana. 
Ya finalizada la guerra, fue condenado a una pena de 30 años, pero salió de la cárcel en 1950 beneficiado por una amnistía. 
Murió en Roma en 1956. Sus restos yacen en el Cementerio del Verano.